# Slag bij Formigny

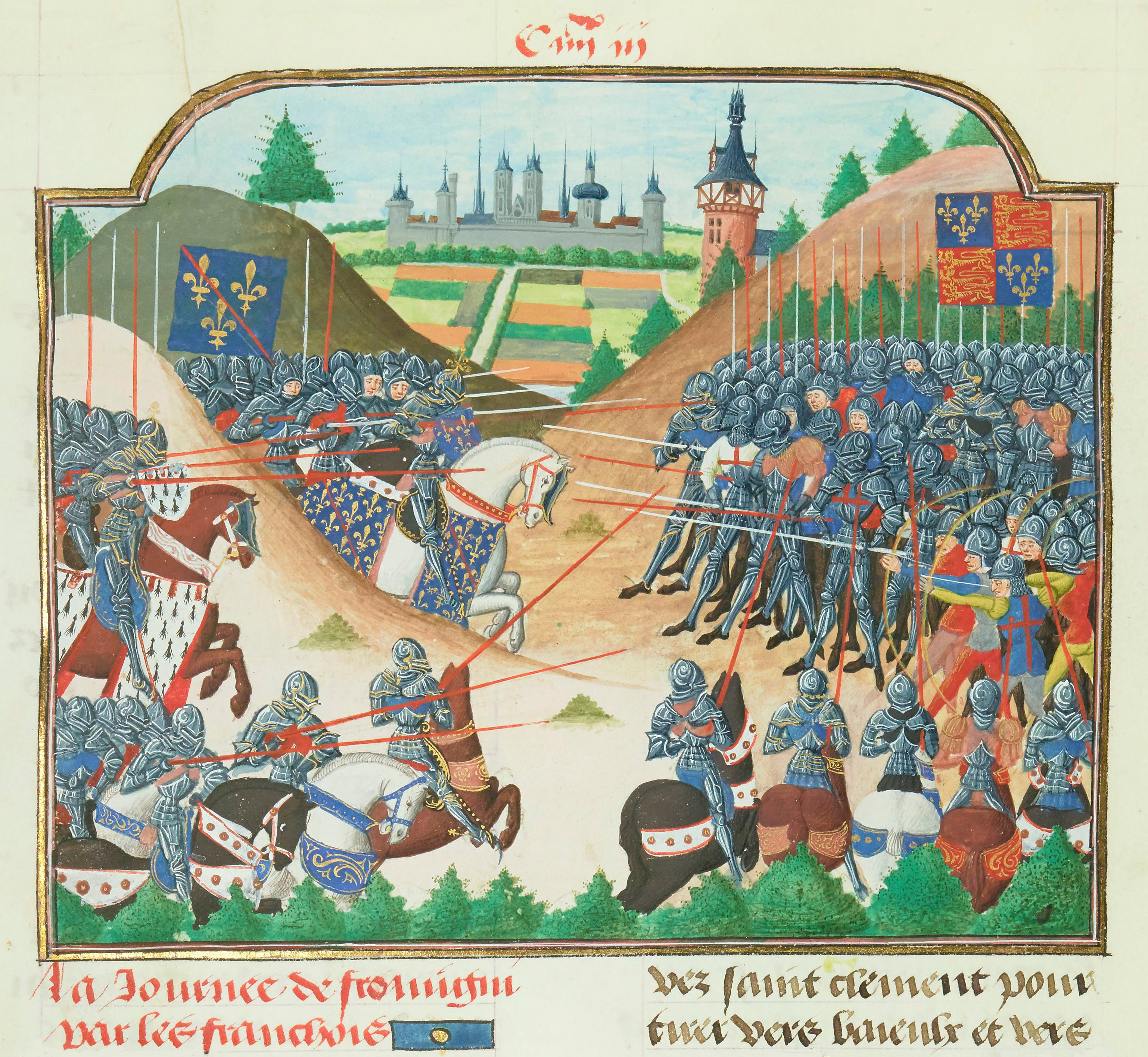
De Bretoense cavalerie van Arthur de Richemont valt de Engelse boogschutters in de flank aan

De Slag bij Formigny was een veldslag tijdens de Honderdjarige Oorlog, die op 15 april 1450 plaatsvond bij Formigny in Normandië. Een Engels leger van zo'n vierduizend man onder Thomas Kyriell dat in 1449 vanuit Engeland was geland, werd verslagen door een Frans leger van vijfduizend man. Aan Engelse zijde werden 2500 mannen gedood of zwaargewond, en 900 werden krijgsgevangen gemaakt. Aan Franse zijde bedroegen de verliezen 300 man. Aan de Engelse overheersing van het noorden van Frankrijk kwam een eind en dit luidde tevens het einde van de Honderdjarige Oorlog in.
De Engelse troepen bestonden voor driekwart uit boogschutters. Aan Franse zijde werden voor het eerst kanonnen ingezet. De Franse overwinning was echter waarschijnlijk geen gevolg van het gebruik van kanonnen, maar van een flankaanval door Bretonse cavalerie onder aanvoering van Arthur de Richemont.